# Jovna Allas
Lars Jon (Jovna) Viktor Allas, född 15 januari 1950 i Jukkasjärvi församling, Norrbottens län, är en samisk politiker.
Jovna Allas är renägare i Talma sameby. Han var ledamot i Sametinget 1993-2013, först för Renägarförbundet och sedan 2005 för efterföljaren Guovssonásti. Han var ordförande i Sametinget 1993-97 och vice ordförande 1997-2001. 
Jovna Allas bor i Kattuvuoma i Kiruna kommun.
Sveriges jordbruksminister Eskil Erlandsson undertecknade i oktober 2009 Konventionen mellan Sverige och Norge om gränsöverskridande renskötsel. Flera samebyar ifrågasatte hos Regeringsrätten regeringens rätt att träffa en mellanstatlig överenskommelse med Norge som innebar inskränkningar i privata rättssubjekts bruksrätt. Regeringsrätten ansåg att konventionen inte kränkte civila rättigheter, varefter Jovna Allas vände sig till Europadomstolen, där ärendet vilar (mars 2012).